# 莊有筠
莊有筠（1618年9月11日—1685年10月6日，萬曆四十六年七月二十三日－康熙二十四年九月初九日），原名竹生，字斐公，號慎庵。江南省常州府武進縣（今屬江蘇省常州市）人，清朝政治人物。

## 生平
順治五年（1648年）中式戊子科江南鄉試舉人。
順治六年（1649年）四月，中式己丑科第三甲第二十四名同進士出身。五月，授廣東布政使司參議兼按察使司僉事屯鹽水利道。
順治七年（1650年）授廣東布政使司左參議。
順治十年（1653年）五月，因課銀督徵未完肆分，受廣東巡按御史楊旬瑛題報議處應降職三級、戴罪督徵。
順治十一年（1654年）八月，遷山東兗西兵河道副使。誥授朝議大夫。
康熙二十四年（1685年）九月卒，年六十八歲。

## 家庭及關連
莊有筠屬毗陵莊氏第十世。
- 父：莊應詔（1600年－1676年），崇禎十二年副榜，官江西瑞州府推官。
- 母：吳氏，誥封恭人。萬曆八年進士江西參政吳之龍之孫女、監生吳世翼之女。

- 有筠排行第一，另有四弟：
  - 莊名弼（1625年－1696年），順治十八年進士，官禮部郎中。娶吳氏，萬曆二十九年進士大理寺少卿吳亮之孫女、崇禎十六年進士吏科給事中吳剛思之女。
  - 莊胙（1636年－1694年），監生。娶崇禎十五年進士福建參政章晉錫之女。
  - 莊寅（1638年－1678年），郡庠生。娶天啟四年舉人湖廣巡按御史劉熙祚之孫女、崇禎十五年舉人劉晉蕃之女。
  - 莊聚生（1664年－1731年）。

- 姻婭：順治六年進士劉漢卿。

### 妻妾
- 正室：錢氏，誥封恭人，萬曆三十二年進士南京戶部尚書錢春之孫女、貢生錢䨒之女。
- 側室：某氏。

### 子女
有四子五女。
- 長子：莊搢，康熙九年進士，官至通政使司參議，娶崇禎十五年進士福建督糧道江文淳孫女。
- 次子：莊揆，增廣生，娶江西按察使司副使楊清孫女。
- 三子：莊拔，監生，考授縣丞，娶湖廣安鄉縣知縣陸騰騋孫女。
- 四子：莊捷，監生。

- 長女，適順治六年進士劉漢卿之子貢生劉一夔，生子劉於義。
- 次女，適候選知縣鄒言正。
- 三女，字吳氏。
- 四女，字監生黃曾𠢉。後黃曾𠢉因母喪毀卒，莊女痛哭按妻禮服喪，矢志不渝，母親憐憫勸其既要守貞不如削髮為尼，莊女以「兒守從一之義，知名教耳，世未有好女子為尼者」拒絕，隨後病重，母親告知黃氏為其立嗣，送到時已不起，強扶之淚落而死，黃氏迎柩與黃曾𠢉合葬。[5]
- 五女，庶某氏出，適監生吳祖則。